# Makiramonarch
De makiramonarch (Myiagra cervinicauda) is een zangvogel uit de familie Monarchidae (monarchen).

## Verspreiding en leefgebied
Deze soort is endemisch op het eiland Makira in de Salomonseilanden .

## Status
De grootte van de populatie is niet gekwantificeerd maar de soort wordt omschreven als vrij algemeen. Het verspreidingsgebied is echter klein en de soort gaat achteruit door ontbossing. Op de Rode lijst van de IUCN heeft deze soort daarom de status gevoelig.